# Blue Note Records
Blue Note Records — джазовый лейбл, основанный в 1939 году Альфредом Лайоном и Максом Маргулисом (англ. Max Margulis). 
Исторически Blue Note Records ассоциируется с хард-бопом (смесью бибопа с другими жанрами, включая соул, блюз, ритм-н-блюз, госпел), однако выпускал альбомы и в других джазовых стилях. С лейблом работали такие известные музыканты, как: Джимми Смит, Хорас Сильвер, Фредди Хаббард, Ли Морган, Арт Блэйки, Лу Дональдсон, Дональд Берд, Грант Грин. Кроме того, многие знаменитые джазмены сотрудничали с Blue Note Records эпизодически.
Многие альбомы, выпущенные Blue Note Records, были особо отмечены в девятом издании Penguin Guide to Jazz. Из восьмидесяти альбомов, особо отмеченных в этом издании, восемь были выпущены Blue Note Records. Также из 213 альбомов, вошедших в «центральную коллекцию» Penguin Guide to Jazz, 27 были выпущены на лейбле Blue Note Records.
В настоящее время Blue Note Records владеет британская медиагруппа Universal Music Group. В 2006 году компания стала частью Blue Note Label Group — объединения лейблов, основанных EMI. Деятельность лейблов Blue Note Label Group направлена на удовлетворение растущего спроса на музыку для взрослого поколения. После того как Universal Music Group купила EMI, дистрибьюцией начала заниматься Decca Records.